# Giovanni Battista Brocchi d'Imola
Pour les articles homonymes, voir Brocchi.
Giovanni Battista Brocchi (ou Giambattista Brocchi), dit souvent Giovanni Battista da Imola, est un diplomate italien de la Renaissance, au service de la papauté, né à Imola vers le milieu du XVe siècle, mort à Rome en 1511.

## Biographie
Giovanni Battista Brocchi d'Imola était issu d'une famille de rang social assez élevé (son père Stefano était en 1475 capitaine du château de Tossignano). En 1477, il entra au service du comte Jérôme Riario, neveu du pape Sixte IV (et seigneur d'Imola). En avril 1478, le comte trempa dans la conjuration des Pazzi, visant à assassiner Laurent de Médicis et son frère Julien (qui en fut victime) ; ce complot, dont certains fils allaient donc vers Rome, provoqua une vive tension entre la curie pontificale et Florence. Brocchi fut alors envoyé en mission diplomatique en France (en 1479, auprès de Louis XI) et en Espagne. Il ne semble pas s'y être montré très habile, et à son retour tomba en disgrâce.
Dans des circonstances que nous ignorons, il embarqua pour la Terre sainte : il se trouvait à Jérusalem en avril 1481 pour la célébration des fêtes de Pâques (tombant cette année-là le 22 avril). Le mercredi 18 arriva dans la ville une ambassade éthiopienne venant du Caire, désireuse de fêter Pâques au Saint-Sépulcre. Elle avait été envoyée par la cour d'Éthiopie pour obtenir du pape copte la nomination d'un nouveau métropolite, et l'ambassadeur avait également rencontré en mars le sultan Qaitbay, dont l'aval était nécessaire. Le Napolitain Giovanni Tomacelli, qui était alors le supérieur de la Custodie franciscaine de Terre Sainte, suggéra que l'ambassade pousse jusqu'à Rome pour y rencontrer le pape Sixte IV, « verus vicarius Christi et caput totius Ecclesiæ et prælatus omnium Christianorum ». L'ambassadeur refusa de le faire lui-même, mais consentit que deux moines éthiopiens séjournant à Jérusalem (dont l'un nommé « Anthonio ») embarquent pour Rome. Brocchi fut chargé par le custode de les escorter et de leur servir d'interprète (ayant apparemment acquis quelque connaissance au moins de l'arabe).
Arrivés à Rome, ils furent reçus par le pape Sixte IV au mois de novembre suivant. Leur présence fit grand bruit dans la ville : les représentants du duc de Milan parlent, dans un rapport daté du 16 novembre, d'« uno ambassatore del Signore Prete Janni ». Le groupe resta à Rome jusqu'en mai 1482, les Éthiopiens ayant des échanges avec diverses personnalités par le truchement de Brocchi. Il fut décidé qu'une ambassade franciscaine, toujours accompagnée du diplomate, serait envoyée à l'empereur d'Éthiopie ; elle serait composée de fra Francisco Sagrara, un Espagnol, et de fra Giovanni de Baffa. Le pape signa trois lettres le 13 mai, dont l'une adressée « au Prêtre Jean, grand roi de l'Inde », et il fit raccompagner la délégation à Venise par Martino Segono, évêque de Dulcigno. On arriva à Venise le 19 mai, et Anthonio y fut traité comme une très importante personne par le doge Giovanni Mocenigo : à la procession de la Fête-Dieu (6 juin), le doge et le moine éthiopien encadraient en tête du défilé le patriarche de Venise.
Ils rembarquèrent donc pour la Terre sainte, et retrouvèrent à Jérusalem l'ambassade éthiopienne à laquelle ils se joignirent jusqu'au Caire. Ils s'y trouvaient en janvier 1483, quand le frère espagnol Sagrara tomba malade et dut abandonner la mission. De là, séparés de l'ambassade, fra Giovanni et Brocchi gagnèrent la Mer Rouge, passèrent par Suakin et le long du golfe de Massaoua (près de l'archipel des Dahlak où ils virent des pêcheurs de perles), effectuèrent la montée vers l'arrière-pays (passant par l'église Gännätä Giyorgis où ils virent un orgue à l'italienne, puis traversant les impressionnantes gorges de la rivière Mofär), et parvinrent à la capitale impériale Bärara, dans le Shewa, bien avant l'ambassadeur porteur des lettres et des cadeaux du pape à l'empereur Eskender. Celui-ci, alors âgé de douze ans, régnait depuis novembre 1478 sous la tutelle de sa mère Romnä Wärq. Ils rencontrèrent d'ailleurs dans la capitale éthiopienne pas moins de quatorze Italiens, dont l'artiste vénitien Niccolò Brancaleone, arrivé depuis peu et qui devait finir ses jours dans le pays. Certains de ces Occidentaux étaient des aventuriers venus chercher de l'or et des pierres précieuses et à qui les autorités interdisaient de ressortir du pays ; quelques-uns étaient là depuis vingt-cinq ans.
Après quelques mois passés à Bärara, il fallut faire rapport à la custodie de Jérusalem ; ce fut Brocchi qui s'y colla, laissant fra Giovanni dans la capitale éthiopienne. Il était de retour au Monastère du Mont Sion le 27 décembre 1483, reçu par le custode Paolo del Canneto, qui avait succédé à Tomacelli. La relation écrite de la mission faite par Brocchi à cette occasion fut ensuite insérée par fra Francesco Suriano (un autre franciscain qui fut custode en 1493/95 et 1512/15) dans son ouvrage Trattato di Terra Santa e dell'Oriente, ce qui explique que nous soyons si bien renseignés.
Brocchi repartit pour l'Éthiopie avec une lettre du custode datée du 18 janvier 1484. Aucun document n'a été conservé sur le deuxième séjour qu'il fit dans ce pays. Tout ce qu'on sait, c'est qu'il était revenu à Rome le 10 novembre 1487 : ce jour-là, il emprunta à la Bibliothèque vaticane un Psautier en langue guèze (aujourd'hui le Ms. Vat. eth. 20) qu'il restitua le 20 janvier 1493.
Après son retour en Italie, Brocchi fit un long séjour à Sienne, puis s'établit de nouveau à Rome et replongea dans le monde des intrigues politiques. Un temps agent de Ludovic Sforza (dont la nièce, Catherine Sforza, était l'épouse du comte Jérôme Riario), il rompit avec cette famille quand Catherine, régente d'Imola pour le compte de son fils Ottaviano Riario, fit emprisonner ses frères. Il passa alors au service de Jean Bentivoglio, seigneur de Bologne. Le 27 novembre 1499, Imola tomba aux mains de César Borgia, puis fut annexée directement aux États de l'Église en décembre 1503. En 1505, Brocchi fut nommé oratore de la cité auprès du pape Jules II. En 1511, il fut assassiné à Rome, on ne sait pourquoi ni par qui.